# Roshini

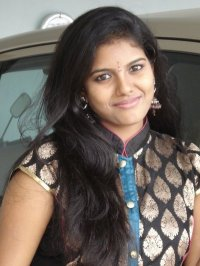
Roshini

Roshini (Trichy) is een Indiase playback-zangeres uit de deelstaat Tamil Nadu. Ze zingt liedjes voor Telugu- en Tamil-films. Haar eerste song was voor de film 'Aaha enna porutham' en haar eerste hit was 'Pottu thaakku' in de Tamil-film 'Kuthu'. Andere succesvolle liedjes waren er voor de films 'Pattiya', 'Thaamirabharani' en 'Yaaradi Nee Mohini'. Met haar zuster haalde ze ooit het Guinness Book of World Records door 37 uur nonstop te zingen.